# Agrilus makiharaiellus
Agrilus makiharaiellus é uma espécie de inseto do género Agrilus, família Buprestidae, ordem Coleoptera.
Foi descrita cientificamente por Ohmomo, 2006.